# 小行星2669
小行星2669（2669 Shostakovich）是一颗围绕太阳公转的小行星。1976年12月16日，柳德米拉·切爾尼赫在克里米亚发现了此天体。
該小行星以俄羅斯作曲家德米特里·肖斯塔科维奇命名。
这颗小行星的绝对星等为96.08395等。